# Knock Knock
«Knock Knock» (del coreano: 낙낙) es una canción grabada por el grupo de chicas surcoreanas Twice. Fue lanzada digitalmente el 20 de febrero de 2017 por JYP Entertainment, como sencillo promocional de su primer álbum especial reeditado TWICEcoaster: LANE 2.

## Antecedentes
El 18 de enero de 2017, se informó de que Twice lanzaría un álbum especial después de su concierto en Seúl. A principios de febrero, Twice anunció oficialmente el lanzamiento de la reedición de TWICEcoaster : LANE 1, titulado TWICEcoaster : LANE 2, el 20 de febrero con la nueva canción «Knock Knock».
Dos teasers del video musical para «Knock Knock» fueron lanzados el 17 y 18 de febrero a medianoche. El primer teaser comenzó con el sonido del golpe que se escuchó en el final del video musical de «TT», mientras que el segundo teaser mostró a las miembros vestidas con una variedad de trajes que parpadean en el video stop-motion.
El álbum, junto con el video musical de «Knock Knock», fue lanzado oficialmente al día siguiente. También fue lanzado como una descarga digital en varios sitios de música.

## Vídeo musical
El video musical de la canción «Knock Knock» fue dirigido por Naive, el mismo equipo de producción detrás de los vídeos musicales de las canciones de Twice «Like OOH-AHH», «Cheer Up» y «TT». Ganó más de 9.8 millones de visitas en YouTube en menos de 24 horas desde su lanzamiento y estableció un nuevo récord, convirtiéndolo en el video de un grupo femenino de K-pop más rápido en alcanzar 10 millones de visitas 23 minutos después de las 24 horas.
El vídeo musical de «Knock Knock» muestra a Twice divirtiéndose en una fiesta de pijamas, ansiosamente esperando por saber quién está tocando su puerta. Inesperadamente, el productor del grupo y fundador de JYP, Park Jin-young, aparece sólo para ser recibido con mucha decepción por parte de las nueve miembros. La segunda vez que suena la puerta "knock knock" aparece un libro con imágenes de Twice usando sus vestimentas temáticas de halloween y cuentos de hadas, el cual comienzan a ver hasta que notan que está nevando y entonces salen corriendo hacia afuera usando sus pijamas y orejeras. El video termina con el grupo quedándose afuera y tocando la puerta de la casa, antes de pasar a la escena final del vídeo de «TT», que muestra a los dos niños disfrazados volteando a ver de donde viene ese misterioso sonido -- que aparentemente resulta ser una pista al del ya lanzado vídeo de «Knock Knock».

## Promoción
El 21 de febrero de 2017, está previsto que Twice grabe su aparición en el episodio del 25 de febrero de Yoo Hee-yeol's Sketchbook, su primer programa de variedades para TWICEcoaster : LANE 2. La aparición del grupo se incluirá en los episodios especiales mensuales del programa con el concepto "Canciones que quiero cantar para los de más de veinte años".

## Rendimiento gráfico
«Knock Knock» logró su primer Perfect All-Kill 1 día después de su lanzamiento, convirtiendo a Twice en el único grupo de chicas en conseguir que tres canciones consiguieran un Perfect All-Kill en la historia del K-Pop.

## Recepción e impacto
«Knock Knock» favorece un estilo de pop destellantemente pegajoso y un sonido hogareño ochentero, con un coro que alegremente se abre paso a través de la canción. El tono brillante teje elementos electrónicos y de rock en su melodía contagiosa, se llega a notar más después del coro el cual no viene acompañado de voces, dándole así a "Knock knock" una pizca de complejidad que ha impulsado los anteriores sencillos de TWICE a los más alto de los rankings coreanos de música.

## Posicionamiento
| Listas                                    | Posición |
| ----------------------------------------- | -------- |
| Corea del Sur (Gaon Weekly Single Chart)  | 1        |
| Corea del Sur (Gaon Monthly Single Chart) | 4        |
| US World Digital Songs (Billboard)        | 5        |
| US YouTube chart (Billboard)              | 8        |
| MelOn                                     | 1        |
| Mnet                                      | 1        |
| Bugs!                                     | 1        |
| Olleh                                     | 1        |
| Soribada                                  | 1        |
| Genie                                     | 1        |
| Naver                                     | 1        |
| Monkey3                                   | 1        |

### Ventas
| Listas                           | Ventas   |
| -------------------------------- | -------- |
| South Korean Gaon Download Chart | 319 957+ |

## Premios de programas de música
| Año  | Fecha       | Programa de Música        |
| ---- | ----------- | ------------------------- |
| 2017 | 2 de marzo  | M! Countdown (Mnet)       |
| 2017 | 3 de marzo  | Music Bank (KBS)          |
| 2017 | 5 de marzo  | Inkigayo (SBS)            |
| 2017 | 7 de marzo  | The Show (SBS MTV)        |
| 2017 | 8 de marzo  | Show Champion (MBC Music) |
| 2017 | 12 de marzo | Inkigayo (SBS)            |
| 2017 | 16 de marzo | M! Countdown (Mnet)       |
| 2017 | 17 de marzo | Music Bank (KBS)          |
| 2017 | 19 de marzo | Inkigayo (SBS)            |

## Historial de lanzamiento
| Región        | Fecha                 | Formato          | Distribuidor                |
| ------------- | --------------------- | ---------------- | --------------------------- |
| Corea del Sur | 20 de febrero de 2017 | Descarga digital | JYP Entertainment, KT Music |
| Global        | 20 de febrero de 2017 | Descarga digital | JYP Entertainment, KT Music |